# Lincoln (Nebraska)
 For alternative betydninger, se Lincoln. (Se også artikler, som begynder med Lincoln)
Lincoln er hovedstad i den amerikanske delstat Nebraska. I 2000 havde byen 225.581 indbyggere. Byen er administrativt centrum i det amerikanske county Lancaster County. Byens kælenavn er "The Star City".

## Historie
Lincoln var oprindeligt kendt som Lancaster, grundlagt i 1856, og blev administrativt centrum for det nyligt oprettede Lancaster County i 1859. Hovedbyen i Nebraska havde været Omaha siden statens grundlæggelse i 1854, men størstedelen af territoriets indbyggere boede syd for Platte-floden. Eftersom en stor del af indbyggerne i området syd for floden følte et tilhørsforhold til Kansas, bestemte man ved folkeafstemning at flytte hovedbyen syd for floden og så langt imod vest som muligt. Dermed blev Lancaster den nye hovedby.
Kræfter i Omaha forsøgte dog at få beslutningen omgjort, blandt andet ved at omdøbe byen til Lincoln, navngivet efter den nyligt myrdede præsident Abraham Lincoln. Mange af indbyggerne syd for Platte Floden nærede en vis antipati mod den afdøde præsident, og man antog, at de ikke ville kunne acceptere en hovedby navngivet efter ham. De stærke kræfter i Omaha tog fejl, og Lincoln blev hovedbyen i Nebraska forud for statens optagelse i unionen (United States of America) 1. marts 1867.
I 2008 blev Lincoln udråbt som den sundeste by i USA.